# Корчак-Городиський Орест Іванович
Орест Іванович Корчак-Городиський (15 липня 1918, м. Станиславів — 30 березня 2014, Чикаго, США) — український науковець, політичний і громадський діяч.

## Біографія
Народився Іван Орест Тарас де Корчак Городиський 15 липня 1918 року в Станиславові у сім'ї залізничника Івана та Анастазії Городиських. По смерті батька його вихованням займався вітчим Іван Гаврилюк. Проживав на вул. Поперечна, буд. 9.
Початкову освіту він здобував у народній школі імені Маркіяна Шашкевича (1924—1928). Продовжив навчання в Українській державній гімназії у Станиславові (1928—1939).
З березня до листопада 1939 року був арештований поляками в останньому політичному процесі проти українців, що відбувався вже під час вторгнення німецьких військ на територію Польської Республіки. Перебував у Бережанській тюрмі. Скориставшись тимчасовим безладом, пов'язаним із евакуацією польської влади, підсудним вдалось уникнути покарання.
Опинившись на території Лемківщини, учителював у с. Согорів Горішній та с. Одрехова. У травні 1940 року проходив військовий вишкіл у Команчі та Кракові. Звідси переїхав до Ярослава, де працював секретарем у місцевій Українській державній гімназії (від 1 листопада 1940 до 15 червня 1941).

### Друга світова війна
У червня 1941 року мобілізований до німецької армії на посаду перекладача, дійшовши до Одеси. Тоді ж він познайомився і заприятелював з відомим українським письменником, перекладачем, критиком Освальдом Бурґґардтом (Юрієм Кленом). У 1943 — повернувся до Станіславова.
По поверненню перебував у Волинському легіоні самооборони, що у 1945 році був включений до 1-ї дивізії Української Національної Армії «Галичина». Потрапив у полон до англійців, перебував у таборі для полонених у м. Ріміні (Італія), де видавав щоденник «Життя в таборі».

### Еміграція
У вересні 1946 року разом з кількома полоненими, перейшовши два кордони, прибуває до Мюнхена (Німеччина). Тут навчається на історичному факультеті Українського вільного університету, де вивчає історію та географію і здобуває ступінь магістра філософії.
У 1950 році переїхав на постійне проживання до м. Чикаго (США). Брав активну участь в культурно-громадському житті діаспори. Співорганізатор Музею і 1-ї Станиці Братства колишніх вояків 1-ї дивізії УНА «Галичина», згодом — перший голова Крайової управи.
Член «Пласту» (з 1928), курінь «Лісові Чорти». Нагороджений пластовими і військовими нагородами.
Автор близько 150 історичних досліджень з питань новітньої історії України.